# Fritz Todt
Pour les articles homonymes, voir Todt.

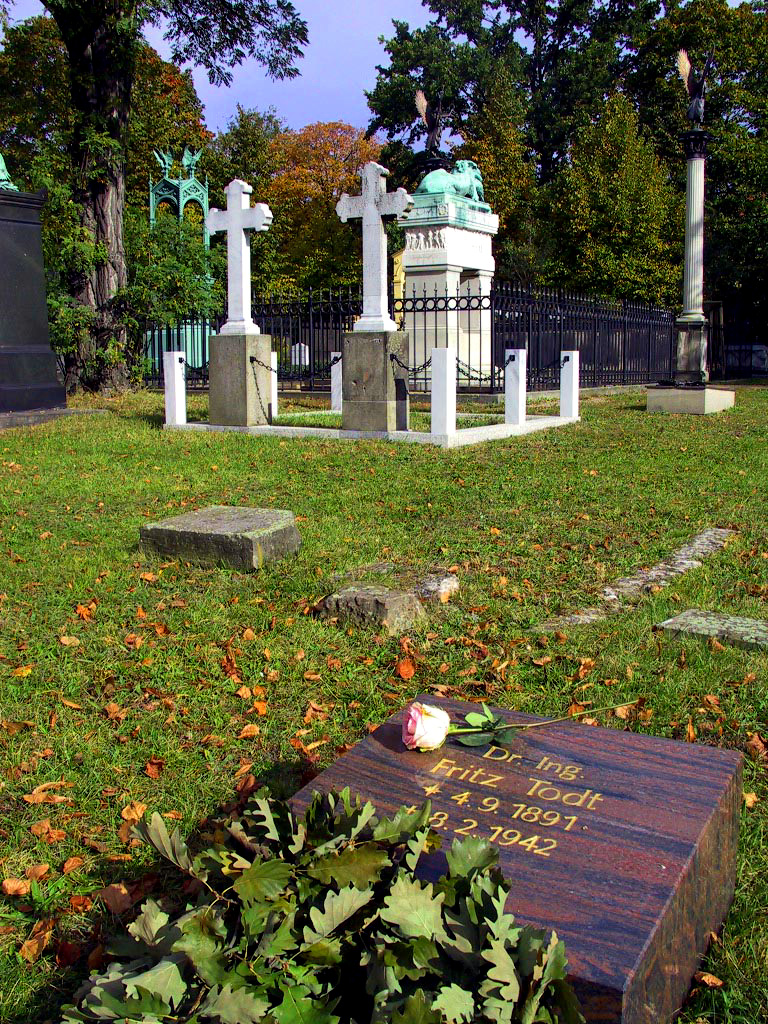
Le tombeau de Todt au cimetière des Invalides de Berlin.

Fritz Todt (/fʁɪt͡s toːt/), né le 4 septembre 1891 à Pforzheim et mort le 8 février 1942 dans l'explosion en vol d'un avion. Ingénieur allemand de travaux publics, il était une figure importante du national-socialisme, fondateur de l'Organisation Todt. De 1940 à 1942, il est nommé ministre du Reich pour l'Armement et les Munitions.

## Biographie
Fils d'un petit propriétaire d'usine, il étudie l'ingénierie à Karlsruhe et à l'université technique de Munich.

### Première Guerre mondiale
En 1910, il obtient son baccalauréat au lycée Reuchlin de Pforzheim (de) et sert ensuite comme volontaire d'un an dans le 14e régiment d'artillerie de campagne.
Il prend part à la Première Guerre mondiale, d'abord comme lieutenant dans l'infanterie (110e régiment de grenadiers (de)) puis comme observateur pour l'aviation.
Il conduit une escadrille et est blessé au combat, ce qui lui vaut d'obtenir la croix de fer.

### L'entre deux-guerres
Après l'armistice, il finit ses études et rejoint la société civile d'ingénierie Sager & Woerner (de).
Il devient membre du Parti national-socialiste dès 1922. Il devient Oberführer dans les SA en 1931 et termine à la même époque son doctorat (« Sources d'erreurs lors du revêtement des routes en asphalte »).
À la suite de la nomination de Hitler comme chancelier, Todt devient inspecteur général pour les routes allemandes (Generalinspektor für das deutsche Straßenwesen) et est impliqué dans la nouvelle société pour construire le réseau autoroutier du Reich (Reichsautobahnen). Plus tard, il devient chef du Bureau central pour la technique (Leiter des Hauptamts für Technik in der Reichsleitung der NSDAP) et mandataire général pour le règlement de l'industrie du bâtiment (Generalbevollmächtigter für die Regelung der Bauwirtschaft).
En 1938 il fonde l'organisation Todt, dans laquelle sont associées des entreprises d'État, des entreprises privées et le Service du travail du Reich (Reichsarbeitsdienst).

### Seconde Guerre mondiale
En 1940, il est nommé ministre du Reich pour l'Armement et les Munitions (Reichsminister für Bewaffnung und Munition).
En 1941, après l'invasion de l'Union soviétique, il est chargé de la remise en état de la restructuration des infrastructures dans les territoires russes occupés par la Wehrmacht. 1 000 kilomètres d'autoroute seront construits par Fritz Todt et son organisation.
Il devient de plus en plus distant des commandants de la Wehrmacht et d'Hermann Göring en 1941. Après une tournée d'inspection sur le front oriental, il se plaint à Hitler de la mauvaise qualité de l'équipement et des fournitures qu'il reçoit, suggérant qu'il valait mieux finir la guerre avec les Soviétiques.
Il a été chargé de la mise en œuvre de la politique de fabrication des armements et des munitions. Il a une très grande connaissance des États-Unis et comprend en décembre 1941 que le Reich ne peut plus gagner la guerre, en raison de l'échec de l'armée allemande devant Moscou et de l'entrée en guerre des États-Unis. Ainsi, dans l'entourage d'Hitler, il préconise un changement d'orientation, notamment un arrêt de la guerre contre les alliés occidentaux de façon à concentrer l'effort de guerre sur la Russie.

### Mort dans l'explosion d'un avion
Le 8 février 1942, alors qu'il vient de quitter une réunion houleuse avec Hitler à la Wolfsschanze, le quartier-général du Führer près de Rastenbourg en Prusse-orientale, son avion explose en vol et s'écrase. Son successeur en tant que ministre du Reich est Albert Speer, qui faillit prendre le même appareil.
Selon toute vraisemblance, même si jamais aucune preuve n'en sera apportée, l'accident d'avion dont il est victime en février 1942 n'avait pas que des causes techniques.

### Décès et obsèques nationales

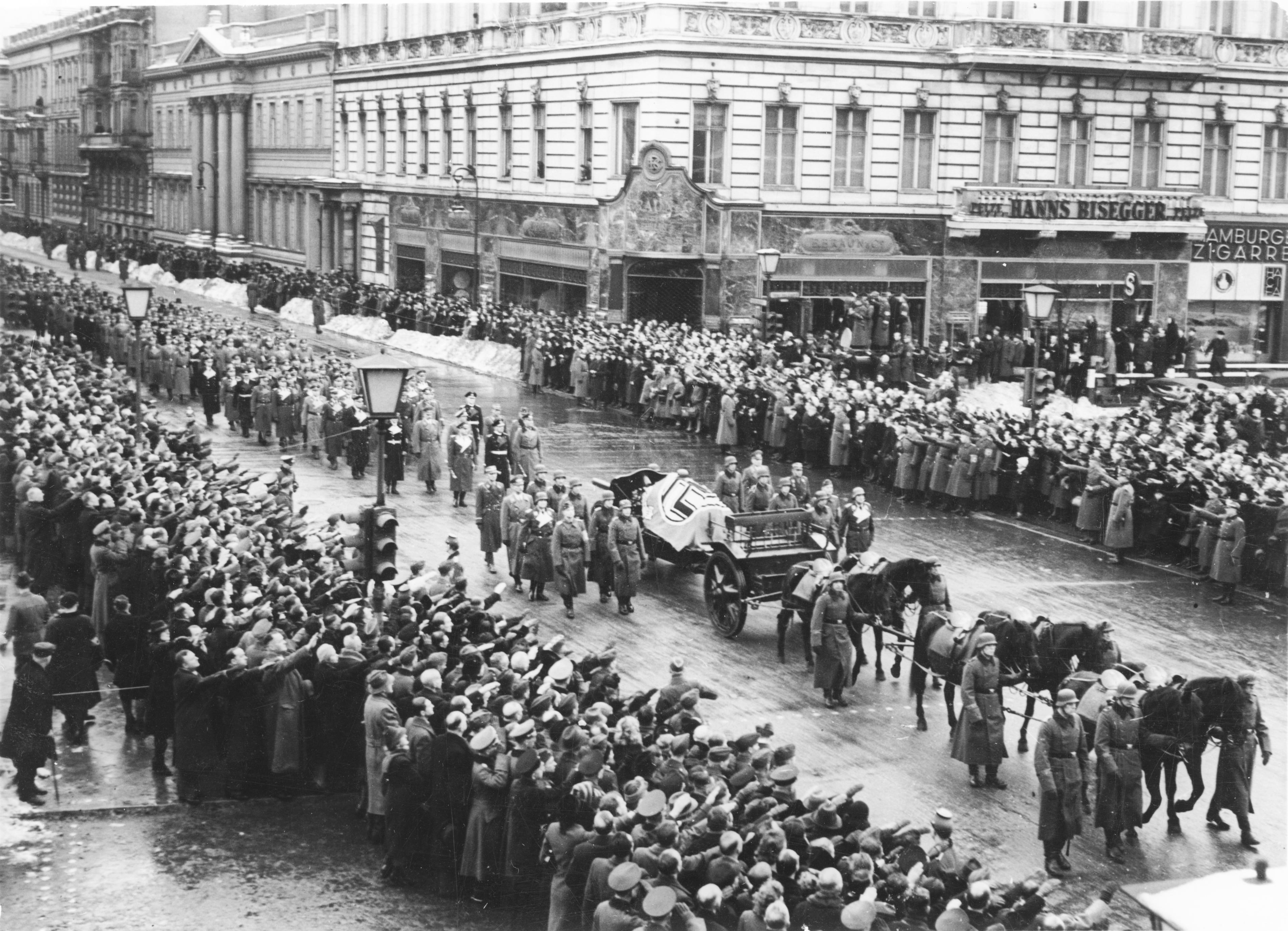
Après la cérémonie organisée avec divers chefs militaires et des personnalités publiques allemandes à la nouvelle chancellerie du Reich, sur la route qui conduit le corps de Fritz Todt au cimetière, cette photo montre de nombreux Berlinois faisant le salut nazi devant le cercueil transporté sur un affût de canon. Ce cercueil est suivi par le Feldmarschall Wilhelm Keitel, le Grand amiral Raeder et le Feldmarschall Milch. Derrière eux, marchent des personnalités gouvernantes du Reich, dont selon la légende de cette photo d'archive, le ministre des Affaires étrangères, des Gauleiter, des secrétaires permanents et généraux du régime.

Une cérémonie mortuaire officielle est organisée à Berlin, où des dignitaires nazis et du gouvernement suivent son cercueil jusqu'au cimetière des Invalides de la ville.
Les Alliés en 1945 ordonnent de détruire les monuments funéraires des anciens dignitaires du national-socialisme. Celui de Todt est donc détruit, mais sa dépouille est toujours en terre au cimetière des Invalides.